# Geleitzug HX 112
Der Geleitzug HX 112 war ein alliierter Geleitzug der HX-Geleitzugserie zur Versorgung Großbritanniens im Zweiten Weltkrieg. Er fuhr am 1. März 1941 im kanadischen Halifax ab und traf am 20. März in Liverpool ein. Die Alliierten verloren durch deutsche U-Boote fünf Frachtschiffe mit 34.505 BRT, während auf deutscher Seite die U-Boote U 99 und U 100 versenkt wurden. Dabei geriet der Kommandant von U 99, Kapitänleutnant Otto Kretschmer, der nach versenkter Tonnage erfolgreichste U-Boot-Kommandant des Zweiten Weltkrieges, in britische Gefangenschaft. Der Kommandant von U 100, Kapitänleutnant Joachim Schepke, einer der bekanntesten deutschen U-Boot-Kommandanten, wurde getötet.

## Zusammensetzung und Sicherung

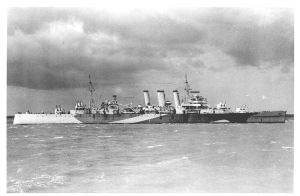
Schwerer Kreuzer Norfolk

Der Geleitzug HX 112 setzte sich aus 42 Frachtschiffen zusammen. Am 1. März 1941 verließen sie Halifax (Lage) in Richtung Liverpool (Lage). Kommodore des Konvois war Rear Admiral F. B. Watson, der sich auf der Tortuguero eingeschifft hatte. Beim Auslaufen hatte er keine Sicherung. Erst am 5. März kam der Schwere Kreuzer Norfolk zum Geleitzug hinzu. Am 10. März schlossen sich für einen Tag die kanadischen Korvetten Bittersweet und Fennel dem Geleitzug an. Am 15. März, als der Geleitzug sich der Westansteuerung näherte, übernahm die 5th Escort Group mit den Zerstörern Walker, Vanoc, Volunteer, Sardonyx, Scimitar und den Korvetten Bluebell und Hydrangea die Sicherung.
| Name               | Flagge                 | Vermessung in BRT | Verbleib                                |
| ------------------ | ---------------------- | ----------------- | --------------------------------------- |
| Ahamo              | Vereinigtes Königreich | 8.621             |                                         |
| Auris              | Vereinigtes Königreich | 8.030             |                                         |
| Beduin             | Norwegen               | 8.136             | am 16. März von U 99 versenkt (Lage)    |
| Bic Island         | Vereinigtes Königreich | 4.000             |                                         |
| Black Condor       | Vereinigtes Königreich | 5.358             |                                         |
| Bonde              | Norwegen               | 1.570             |                                         |
| British Commodore  | Vereinigtes Königreich | 6.865             |                                         |
| British Sincerity  | Norwegen               | 8.538             |                                         |
| Chaucer            | Vereinigtes Königreich | 5.792             |                                         |
| Cistula            | Niederlande            | 8.097             |                                         |
| City of Oxford     | Vereinigtes Königreich | 2.759             |                                         |
| Dalcross           | Vereinigtes Königreich | 4.557             |                                         |
| Diloma             | Vereinigtes Königreich | 8.146             |                                         |
| Elona              | Vereinigtes Königreich | 6.192             |                                         |
| Erodona            | Vereinigtes Königreich | 6.207             | am 15. März von U 110 beschädigt (Lage) |
| Everleigh          | Vereinigtes Königreich | 5.222             |                                         |
| Ferm               | Norwegen               | 6.592             | am 16. März von U 99 versenkt (Lage)    |
| Franche-Comte      | Vereinigtes Königreich | 9.314             | am 16. März von U 99 beschädigt         |
| Gloucester City    | Vereinigtes Königreich | 3.071             |                                         |
| Ixion              | Vereinigtes Königreich | 10.263            |                                         |
| J B White          | Vereinigtes Königreich | 7.375             | am 16. März von U 99 versenkt (Lage)    |
| Katendrecht        | Niederlande            | 5.099             |                                         |
| Krorshamn          | Schweden               | 6.673             | am 16. März von U 99 versenkt (Lage)    |
| Lancaster Castle   | Vereinigtes Königreich | 5.172             |                                         |
| Lima               | Schweden               | 3.762             |                                         |
| Margarita Chandris | Griechenland           | 5.401             |                                         |
| Mosli              | Norwegen               | 8.291             |                                         |
| Mount Kassion      | Griechenland           | 7.914             |                                         |
| Norefjord          | Norwegen               | 3.082             |                                         |
| Ocana              | Niederlande            | 6.256             |                                         |
| Oilreliance        | Vereinigtes Königreich | 5.666             |                                         |
| Reynolds           | Vereinigtes Königreich | 5.113             |                                         |
| Robert F Hand      | Vereinigtes Königreich | 12.197            |                                         |
| San Cipriano       | Vereinigtes Königreich | 7.966             |                                         |
| Silvercedar        | Vereinigtes Königreich | 4.354             |                                         |
| Staad Haarlem      | Niederlande            | 4.518             |                                         |
| Tortuguero         | Vereinigtes Königreich | 5.285             |                                         |
| Traveller          | Vereinigtes Königreich | 4.963             |                                         |
| Trekieve           | Vereinigtes Königreich | 5.244             |                                         |
| Venetia            | Vereinigtes Königreich | 5.728             | am 16. März von U 99 versenkt (Lage)    |
| Westland           | Niederlande            | 5.888             |                                         |
| Winamac            | Vereinigtes Königreich | 8.621             |                                         |

## Verlauf
Am 15. März 1941 gegen 22 Uhr befand sich das deutsche U-Boot U 110 ungefähr 280 km südlich von Island, als es über sein Horchgerät Schraubengeräusche eines noch entfernten Konvois aufnahm. Die Schraubengeräusche ansteuernd sichtete U 110 gegen Mitternacht den ostwärts fahrenden Geleitzug. Nach einer Meldung an den Befehlshaber der U-Boote brachte sich U 110 in Schussposition und traf mit dem Hecktorpedo den mit Benzin beladenen Tanker Erodona der nach einer Explosion an Bord schwer beschädigt wurde und auseinanderbrach. Dabei kamen 36 von 51 Besatzungsangehörige ums Leben. Den folgenden Wasserbombenangriffen der Zerstörer Scimitar, Vanoc und Walker wich das Boot aus und hielt weiter Fühlung zum Geleitzug. Um 04:10 Uhr schoss U 110 vier Bugtorpedos und ein Hecktorpedo in den Konvoi hinein, von denen jedoch keiner traf. Obwohl U 110 weiter Kontakt zum Geleitzug halten sollte, verlor es diesen aufgrund eines technischen Defekts und weil es wegen eines britischen Sunderland-Flugzeugs tauchen musste. Gegen Mittag sichtete das auf den Konvoi angesetzte U 37 das Geleit und führte U 99 und U 100 heran. Gegen 22 Uhr des 16. März griff U 99 den Konvoi an, indem es über Wasser in den Geleitzug hinein fuhr und acht Torpedos losmachte, die sieben verschiedene Schiffe trafen. Versenkt wurden dabei die norwegischen Tanker Ferm, der Heizöl geladen hatte und die Beduin mit einer Petroleumladung, die schwedische Korshamn und die britischen J B White mit Stahl und Zeitungspapier und Venetia. Insgesamt starben auf diesen Schiffen 30 Crewmitglieder. Währenddessen war der ebenfalls getroffene britische Tanker Franche Comte nur beschädigt. Inzwischen waren U 110 und U 74 ebenfalls am Geleitzug eingetroffen und versuchten sich in Position zu bringen. Am 17. März gegen 1:30 Uhr ortete der Zerstörer Walker U 100  unter Wasser und lief die Stelle an. Zusammen mit dem Zerstörer Vanoc warfen sie 29 Wasserbomben, die auf eine unterschiedliche Tiefe eingestellt waren. Durch Nahtreffer geriet U 100 außer Kontrolle und sank auf 230 Meter. Der Kommandant Kapitänleutnant Schepke ließ daraufhin alle Tauchzellen anblasen, sodass das Boot gegen 3 Uhr wieder an die Wasseroberfläche kam. Die Vanoc ortete das Boot mit ihrem Radargerät, fuhr mit voller Fahrt auf das manövrierunfähige U-Boot zu und rammte es am Turm. Dabei wurde der auf dem Turm befindliche Schepke getötet. Anschließend sank das U-Boot schnell, sodass sich nur 6 Besatzungsangehörige aus dem Boot befreien konnten und gerettet wurden. Während dieser Aktion hatte der Zerstörer Walker erneut eine Unterwasserortung eines U-Boots, lief die Stelle an und warf 6 Wasserbomben. Diese explodierten nahe dem Boot und verursachten schwere Schäden, sodass U 99 unkontrolliert sank. Der Kommandant Kapitänleutnant Kretschmer tauchte deshalb auf und versuchte in der Dunkelheit zu entkommen. Da aber weder die Dieselmaschinen noch die Elektromotoren funktionierten wurde er von der Vanoc und der Walker erfasst und beschossen. Daraufhin leitete Kretschmer die Selbstversenkung ein und wurde mit dem größten Teil der Besatzung gerettet. Drei Besatzungsangehörige blieben vermisst. Am 20. März 1941 traf der Konvoi in Liverpool ein. Insgesamt wurden fünf Schiffe mit 34.505 BRT versenkt.
Die deutschen U-Boote U 99 und U 100 gehörten zu dieser Zeit zu den bekanntesten Booten. Joachim Schepke, Kommandant von U 100 war ein Liebling der NS-Propaganda und veröffentlichte 1940 das von ihm selbst illustrierte Buch „U-Boot-Fahrer von heute“. Nach seinem Tod wurde Schepke vom Propagandaministerium weiter als besonderes Vorbild für die deutsche Jugend dargestellt. Otto Kretschmer, der Kommandant von U 99 war zu diesem Zeitpunkt und blieb es auch bis Kriegsende, der nach versenkter Tonnage erfolgreichste U-Boot-Kommandant des Zweiten Weltkrieges.